# Nāgadāsaka
Nāgadāsaka fue el último gobernante de la dinastía Haryanka del 437 al 413 a. C. e hijo de Munda. Asesinó a su padre y gobernó durante veinticuatro años. El pueblo lo depuso y nombró rey en su lugar a Shishunaga. Shishunaga fue el fundador de la dinastía Shishunaga.
Según la tradición budista, fue el último de los gobernantes Haryanka y fue sustituido por su amatya (ministro), Shishunaga.